# امید (فیلم ۲۰۱۴)
«امید» (انگلیسی: Hope (2014 film)) فیلمی در ژانر درام است که در سال ۲۰۱۴ منتشر شد.